# Озеро Широке (заказник)
О́зеро Широ́ке — орнітологічний заказник місцевого значення в Україні. Розташований в межах Золотоніського району Черкаської області, біля села Бубнівська Слобідка. 
Площа 37,8 га. Як об'єкт природно-заповідного фонду створений рішенням Черкаського облвиконкому від 08.01.1986 року № 7. Землекористувач або землевласник, у віданні якого перебуває заповідний об'єкт — Піщанська сільська громада.

## Опис
Територія заказника охоплює частину заплави річки Дніпро, зокрема заплавне болото, де водиться багато видів водно-болотних птахів (крижень, чаплі тощо).